# Faculdade de Odontologia de Pernambuco
A qualidade do ensino da FOP tornou-a uma referência em Pernambuco, na disciplina de prótese bucomaxilofacial (BMF), permitindo o atendimento de paciente vítimas de acidentes ou de deformações patológicas. 
A faculdade mantém ainda ação conjunta com a Universidade de Barcelona, no Mestrado de Cirurgia e Traumatologia BMF, dispondo ainda de cursos de especialização em cirurgia Buco-Maxilo-Facial e Periodontia e Mestrado em BMF e Cirurgia. São 05 cursos de Mestrado, 05 Doutorados e 06 Especializações.

Para a divulgação de pesquisas e artigos científicos, edita a Revista de Cirurgia e Traumatologia Buco-Maxilo-Facial
A FOP alcançou a 10ª posição entre os melhores cursos de Odontologia do Brasil e a primeira posição dentre os cursos de Odontologia do Norte-Nordeste, conforme o Ranking da Folha de S. Paulo em 2014. 